# Paper Mate
‌
Paper Mate (initialement the Frawley Pen Company) est une entreprise américaine appartenant à Newell Brands. C'est également la marque commerciale sous laquelle sont vendus ses produits.

## Histoire
Patrick Frawley (en) crée the Frawley Pen Company en 1940.
En 1949, il développe une encre qui sèche instantanément et nomme son stylo "The Paper Mate".
En 1955, Frawley Pen Company est rachetée par The Gillette Company.
En 2000, Newell Rubbermaid rachète le secteur papeterie de Gillette, qui comprend les marques Parker, Waterman, Paper Mate et Liquid Paper.

## Galerie

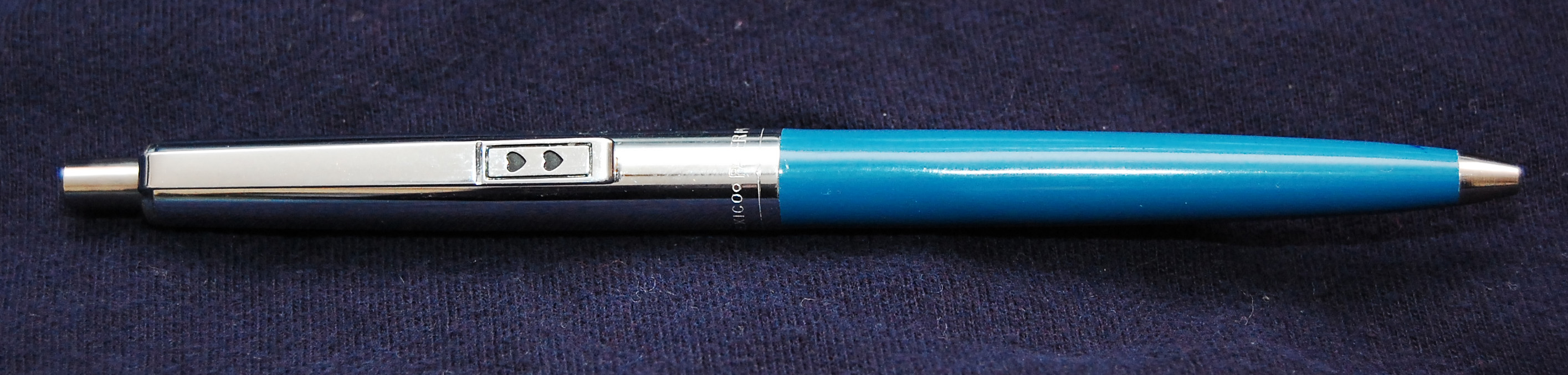
Un stylo à bille.
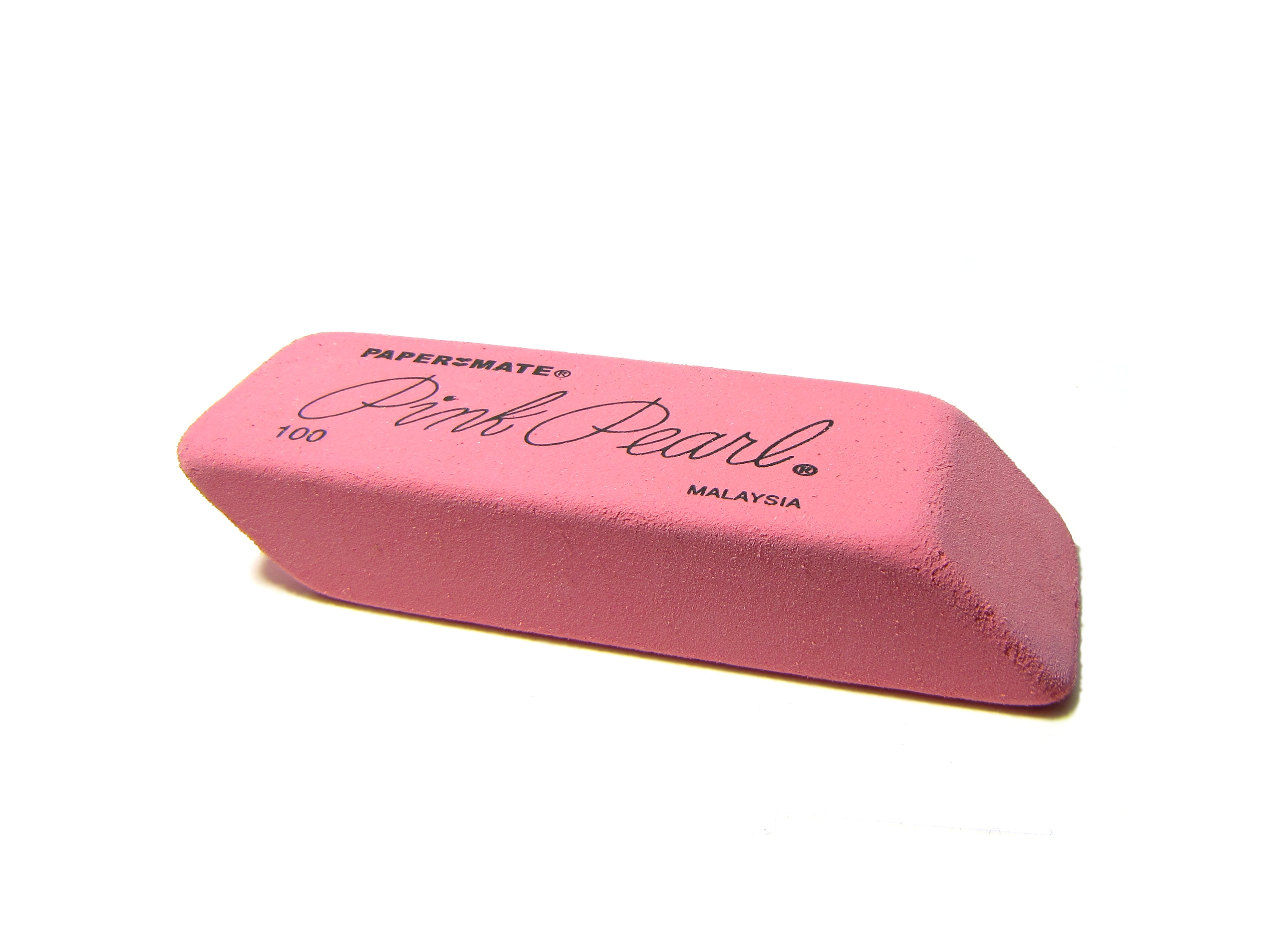
Une gomme.

## Risques pour la santé
Un test réalisé par l'UFC-Que Choisir a mis en évidence des teneurs particulièrement élevées en allergènes dans l’encre des Paper Mate ‘Inkjoy’ bleu.